# Штоберль, Андреас
Андреас Штоберль (Стиборий, 1465—1515) — австрийский математик, астроном, теолог, гуманист. Как и многие гуманисты, в знак приверженности классическим ценностям взял латинский псевдоним Стиборий. Был членом венского кружка гуманистов, куда входили известные учёные
Георг Таннштеттер,
Иоганнес Стабиус,
Томас Реш,
Стефан Розинус,
Иоганн Куспиниан и реформатор
Иоахим Вадиан. Многие члены кружка были приближёнными ко двору императора Священной Римской империи Максимилиана I.
Максимилиан поддерживал развитие астрономии и астрономических наук, при его дворе и в основанном им Венском университете работали многие известные учёные. Стиборий читал лекции по различным предметам, занимался астрономическими наблюдениями а конструированием астрономических инструментов. Одну из сконструированных им астролябий он посвятил императору Максимилиану, считая, что этот инструмент будет даровать мирскую власть, так как все императоры прошлого имели аналогичные инструменты.
Одна из работ Стибория названа «Indices praeterea monumentorum quae clarissimi viri Studii Viennensis alumni in Astronomia et aliis Mathematicis disciplinis scripta reliquerunt»
Именем Стибория назван один из лунных кратеров.